# 2Pacalypse Now
2Pacalypse Now er det første debutalbum af rapperen Tupac Shakur, udgivet i november 1991. Albummet er meget politisk, og lyrikken indeholder sociale problemer som racisme, politivold, fattigdom og teenage-graviditet.

## Album information
2Pacalypse Now er blevet hyldet af mange kritikere og fans for dens underjordiske føler, desuden har rappere som Nas, Eminem, Game og Talib Kweli pegede på det som en kilde til deres inspiration.
Selvom albummet oprindeligt blev udgivet på Interscope Records, er rettighederne for det nu ejet af Amaru Entertainment. Albummets navn blev taget fra filmen Apocalypse Now.
Albummet skabte betydelige kontroverser, det skyldes Dan Quayles offentlige kritik efter, at en ung mand skød en politimand i Texas. Hans forsvarsadvokat påstod, at han var påvirket af 2Pacalypse Now og dens stærke tema mod politibrutalitet. Quayle afgav redegørelsen, "Der er ingen grund til et album, som dette at blive udgivet. Det har ingen plads i vores samfund."
Albummet opnåede aldrig den samme succes, som mange af 2Pac's senere album gjorde. Men det modtog Guld af RIAA.

## Trackliste
Alle sange er skrevet af 2Pac.
1. . "Young Black Male"
2. . "Trapped" (featuring. Shock G)
3. . "Soulja's Story"
4. . "I Don't Give a Fuck" (featuring. Pogo)
5. . "Violent"
6. . "Words of Wisdom"
7. . "Something Wicked" (featuring. Pee-Wee)
8. . "Crooked Ass Nigga" (featuring. Stretch)
9. . "If My Homie Calls"
10. . "Brenda's Got a Baby" (featuring. Dave Hollister)
11. . "Tha' Lunatic" (featuring. Stretch)
12. . "Rebel of the Underground" (featuring. Ray Luv & Shock G)
13. . "Part Time Mutha" (featuring. Angelique & Poppi)